# USS Reprisal (CV-35)

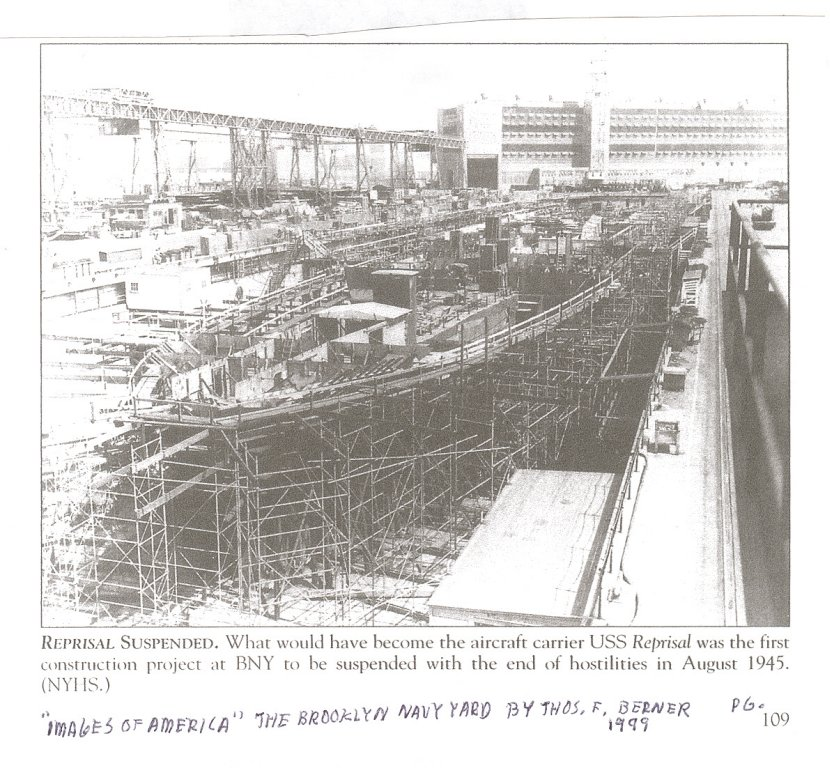
El Reprisal en construcción

El USS Reprisal (CV-35) fue un portaaviones de la clase Essex cuya construcción fue cancelada en 1945 durante el fin de la Segunda Guerra Mundial.

## Construcción
Ordenado en 1942 al New York Naval Shipyard de Brooklyn (Nueva York). Fue colocada la quilla en 1944 y fue botado el casco en 1945. Sin embargo, la construcción fue cancelada el 12 de agosto de 1945. El casco permaneció en la bahía de Chesapeake para experimentos; y fue vendido para su desguace en 1949.